# Piotr Łysak
Piotr Łysak (ur. 29 listopada 1958 w Warszawie) – polski aktor filmowy, biznesmen.

## Życiorys
Zadebiutował jako uczeń w 1975, w filmie Moja wojna, moja miłość w reż. Janusza Nasfetera rolą wrażliwego nastolatka – Marka Bruna.
W latach 1981–1988 przebywał w Kanadzie, a następnie w Stanach Zjednoczonych. W 1981 ukończył studia psychologiczne (1981), a w 1986 studia na Wydziale Teatralnym Uniwersytetu Alberty w Edmonton w Kanadzie. Po uzyskaniu dyplomu aktorskiego, przestał pojawiać się w filmach, aby rozpocząć karierę menadżerską. Ukończył studia z marketingu i reklamy na Uniwersytecie Nowojorskim oraz studia MBA na Uniwersytecie w Calgary, realizowane przez Szkołę Główną Handlową w Warszawie.
Od 1997 był związany z agencją reklamową McCann Erickson. Kierował oddziałami sieci McCann w Johannesburgu, Bukareszcie, Belgradzie i Kijowie. Od 2009 roku był dyrektorem zarządzającym agencji w Polsce.
We wrześniu 2013 roku, rozpoczął pracę dla Wizz Air w Budapeszcie, na stanowisku Head of Marketing, Sales and Communications. Od października 2016 pełni funkcje Head of Marketing and Digital dla linii lotniczej Flyadeal w Jeddzie, w Arabii Saudyjskiej.
Jest żonaty i ma dwoje dzieci: syna Aleca i córkę Kalinę.
Wystąpił również w spektaklu Teatru Telewizji Naparstek Pana Boga Rainera Marii Rilkego w reż. Pawła Łysaka jako ksiądz (1999).

## Filmografia
- Moja wojna, moja miłość (1975) – Marek Brun
- Bezkresne łąki (1976) – Andrzej, syn Henryka
- Czerwone ciernie (1976) – Kamil
- Wśród nocnej ciszy (1978) – Wiktor, syn Hermana
- Zmory (1978) – Mikołaj Srebrny
- Godzina „W” (1979) – Andrzej
- Mysz (1979) – Piotr
- Na własną prośbę (1979) – Krzysztof
- Urodziny młodego warszawiaka (1980) – Jerzy Bielecki
- Miłość w Niemczech (Eine Liebe in Deutschland) (1983) – Stanisław Zasada
- Evixion (1986) – lokator
- Dreams Beyond Memory (1987) – Jurek
- Amerika (1989) – Michael